# Smrt in pogreb Kima Il-sunga
Kim II-sung je umrl 8. julija 1994 popoldne v starosti 82 let. Severnokorejska vlada ni poročala o njegovi smrti več kot 34 ur. Uradno obdobje žalovanja je bilo razglašeno od 8. do 17. julija, v katerem je državna zastava po vsej državi vihrala na pol droga, vse vrste zabave in plesa pa so bile prepovedane.
Radio Pjongjang je dejal, da je Kim podlegel zapletom, ki so posledica možganske kapi zaradi psihološkega stresa. V letih pred smrtjo je bil na zdravljenju zaradi sladkorne bolezni in otrdelih arterij v srcu.

## Bolezen in smrt
8. julija 1994 pozno zjutraj je Kim II-sung padel v nezavest potem, ko ga je zgrabil srčni napad. Po srčnem napadu je njegov sin Kim Džong-il poklical ekipo zdravnikov, ki so bili nenehno ob očetovi strani, iz Pjongjanga. Po nekaj urah so prispeli zdravniki iz Pjongjanga in kljub prizadevanjem, da bi ga rešili, je 82-letni Kim Il-sung umrl. Njegova smrt je bila razglašena trideset ur kasneje ob spoštovanju tradicionalnega konfucijanskega obdobja žalovanja.
Obvestilo o smrti predsednika je 9. julija 1994 prek Korejske centralne televizije v živo objavil voditelj novic na kanalu Čon Hjong-kju.
Smrt Kima Il-sunga je povzročila žalovanje po vsej državi, Kim Džong-il pa je razglasil desetdnevno žalost. Njegovega pogreba v Pjongjangu se je udeležilo več sto tisoč ljudi iz celotne Severne Koreje. Truplo Kima Il-sunga je bilo postavljeno v javni mavzolej v spominski palači Kumsusan, kjer njegovo ohranjeno in balzamirano truplo leži pod stekleno krsto za ogled. Njegova glava je naslonjena na blazino v korejskem slogu in pokrit je z zastavo Korejske delavske stranke. Časopisni video o pogrebu v Pjongjangu je bil predvajan na več omrežjih, zdaj pa ga lahko najdemo na različnih spletnih mestih. Nadaljnje obdobje žalovanja je trajalo do tretje obletnice njegove smrti leta 1997. 

## Pogreb
Kim Džong-il je bil predsednik odbora za pogreb. V odboru sta bila tudi obrambni minister O Džin-u in podpredsednik Kim Jong-džu, ki je bil mlajši brat Kim Il-sunga. 

Odbor za pogreb je izdal sporočilo o pogrebu:
Državni odbor za pogreb objavlja naslednjo odločitev celotne stranke, vseh ljudi in celotne vojske, da izreče globoko sožalje zaradi smrti velikega vodje tovariša Kim Il-sunga in ga žali z občutki globokega spoštovanja:
Krsta spoštovanega voditelja tovariša Kim Il-sunga bo položena v državni dvorani v kumusanski dvorani.
Obdobje od 8. julija do 17. julija 1994 je določeno kot obdobje žalovanja za spoštovanega vodjo tovariša Kim Il-sunga.  Žalujoči bodo obisk obiskali od 11. julija do 16. julija 1994.
Žalna slovesnost za zadnji ločitev s spoštovanim vodjo tovarišem Kim Il-sungom bo slovesno v Pjongjangu, prestolnici revolucije, 17. julija 1994.
V obdobju žalovanja službe v Pjongjangu bodo v Pjongjangu in provincialnih sedežih sprožili topniški pozdrav, celotni prebivalci države pa bodo tri minute molčali in vse lokomotive in ladje bodo naenkrat zapiskale v spomin na spoštovanega vodjo tovariša Kima Il-sunga. 
V času žalovanja bodo v vseh organih in podjetjih po državi potekale spominske slovesnosti, v vseh provincah, mestih in okrožjih pa bodo potekale spominske slovesnosti, medtem ko bo spominska slovesnost v Pjongjangu.
V času žalovanja bodo organi in podjetja zastavo izobesili na pol jambora, vse pesmi in plesi, igre in zabave pa bodo prepovedani.
Tuje žalne delegacije ne bodo sprejete.

- Korejska centralna tiskovna agencija, 8. julij 1994
Državni pogreb je bil 17. julija in je vključeval tri minute molka po vsej državi. Pogreba se je udeležilo dva milijona ljudi.